# Phare d'Annisquam Harbor
Le phare d'Annisquam Harbor (en anglais : Annisquam Harbor Light) est un phare actif situé à Annisquam, quarier de front de mer de Gloucester dans le comté d'Essex (État du Massachusetts).
Il est inscrit au Registre national des lieux historiques depuis le 15 juin 1987.

## Histoire
Le premier phare, une tour en bois de 12 m, a été créé en 1801. Le bâtiment tomba en ruine et, en 1851, fut remplacé par une tour octogonale en bois de la même hauteur. La maison du gardien de phare d'origine a été réparée et, avec des modifications, est restée jusqu'à ce jour. Son plan ressemble à celui du phare de Race Point et du phare de Straitsmouth Island. Il s’agit d’un bâtiment à deux étages, à toit à pignon et à ossature de bois. En 1869, une passerelle couverte a été construite entre la maison et la tour.
En 1897, le phare en brique actuel a été construit sur les mêmes fondements que les deux constructions précédentes. Quelque temps après 1900, la passerelle couverte, ajoutée en 1867, à la maison du gardien a été remplacée par une passerelle en bois non couverte.

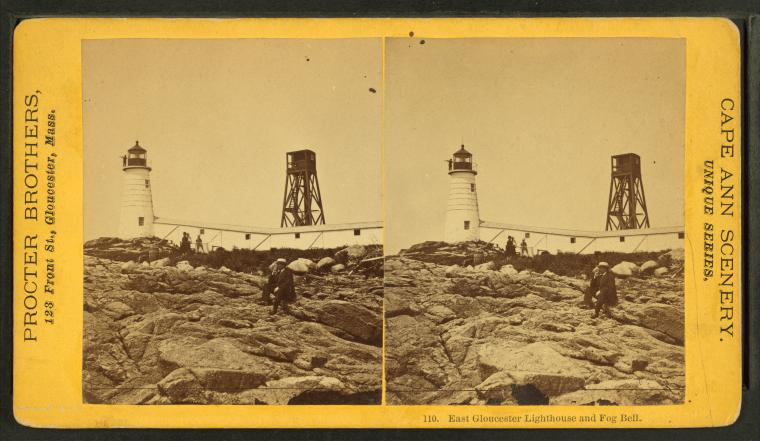
Le deuxième phare d'Annisquam Harbour, remplacé en 1897

En 1931, une corne de brume a été installée, mais elle n’a été utilisée que du 15 octobre au 15 mai jusqu’en 1949 pour épargner le bruit aux résidents de l’été, mais n’a été activée à l’été de 1949 que pendant la journée. La lentille de Fresnel de quatrième ordre et la corne de brume du phare ont été automatisées en 1974.
Le signal de brouillard a d'abord été éliminé par la Garde côtière, mais après plainte de pêcheurs et de plaisanciers locaux, il a été réactivé et automatisé. En août 2000, le remplacement de 3 000 briques a été effectué dans le cadre d'une restauration. L'intérieur du phare est équipé d'un escalier circulaire en fonte qui mène au sommet.
La maison d'origine du gardien en bois datant de 1801 est toujours utilisée comme logement par le personnel de la Garde côtière américaine qui gère le site. En 2000, la Garde côtière a procédé à une restauration majeure de la tour. En 2008, le bâtiment a fait une apparition, prétendument comme un phare dans le Maine, dans le remake du film The Women (avec Meg Ryan).

## Description
Le phare  est une tour cylindrique en brique, avec une galerie et une lanterne de 12,5 m de haut, reliée à un local technique. La tour est peinte en blanc et la lanterne est noire. Il émet, à une hauteur focale de 9 m, un éclat blanc de 0,8 seconde par période de 7,5 secondes. Sa portée est de 15 milles nautiques (environ 28 km). Il émet aussi un feu à secteurs rouge d'une portée de 11 milles nautiques (environ 20 km)
Il est aussi équipé d'une corne de brume automatique émettant deux blasts par période de 60 secondes.

## Caractéristiques dufeu maritime
Fréquence : 7,5 secondes (W)
- Lumière : 0,8 seconde
- Obscurité : 6,7 seconde

Identifiant : ARLHS : USA-015 ; USCG : 1-9615 - Amirauté : J0268 .
|          |
| Le phare |

|          |
| Le phare |

### Lien connexe
- Liste des phares du Massachusetts